# كزافييه لوروا
كزافييه لوروا (بالفرنسية: Xavier Leroy)‏ هو عالم حاسوب ومبرمج ومهندس فرنسي، ولد في 15 مارس 1968.

## وصلات خارجية
- الموقع الرسمي